# Talyschen

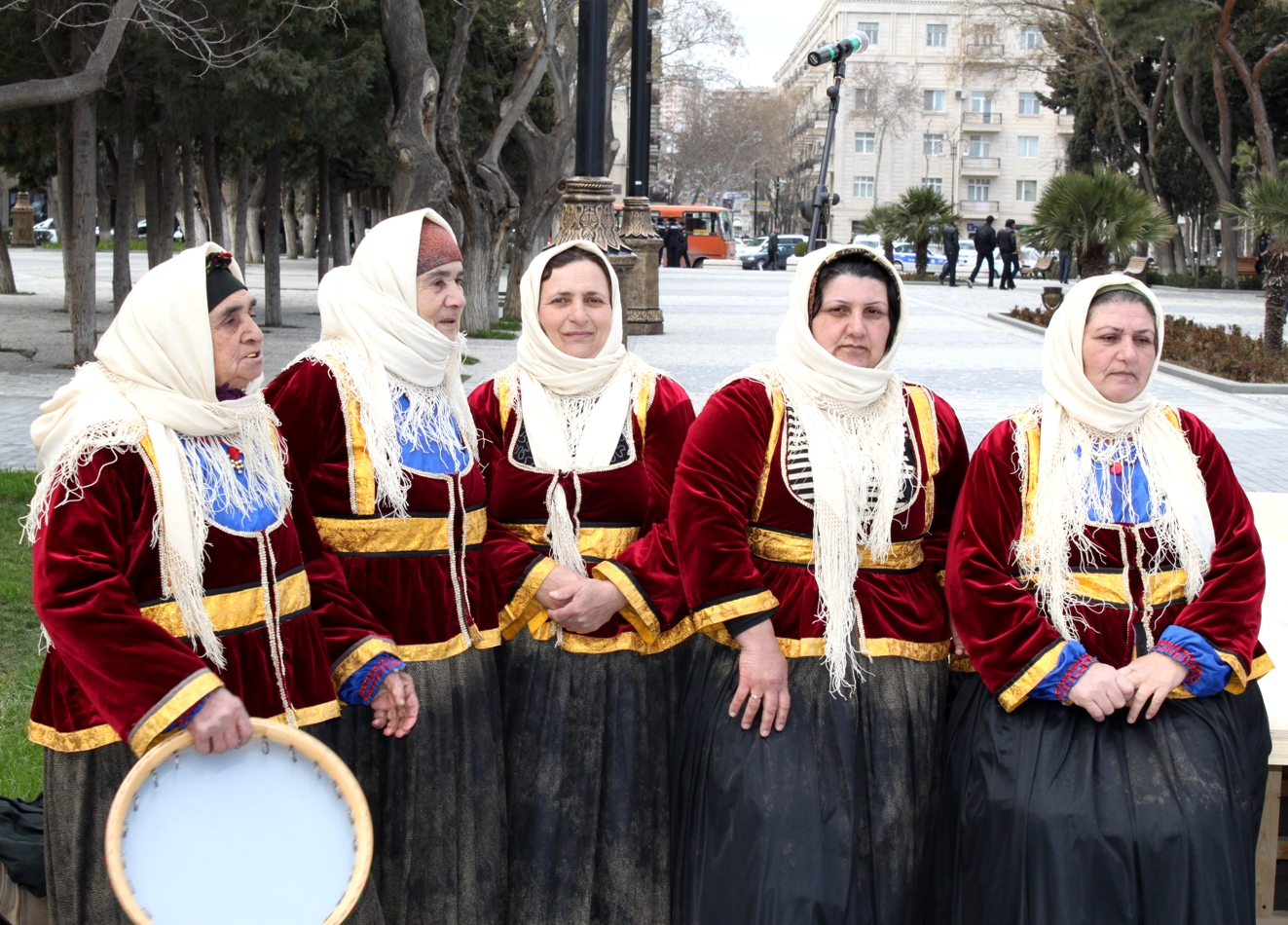
Talyschische Frauen eines Volksmusikensembles aus Aserbaidschan

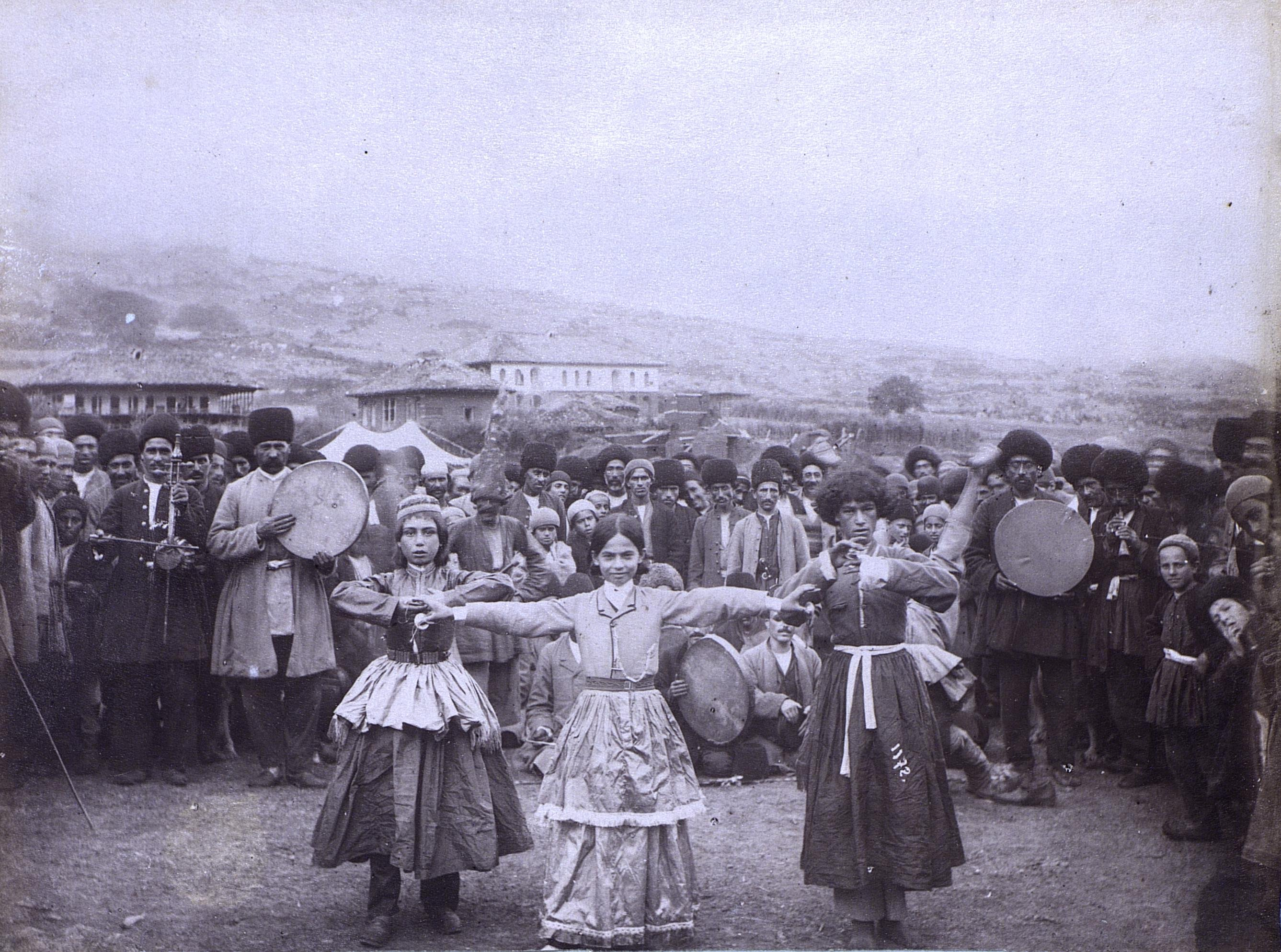
Tanz talyschischer Dorfbewohner im Talysch-Gebirge (Aufnahme von Antoin Sevruguin)

Die Talyschen oder Talyisch sind eine iranischsprachige Volksgruppe im Kaukasus, die im Grenzgebiet von Aserbaidschan und Iran lebt.

## Anzahl und Verbreitung
In Aserbaidschan leben die Talyschen in der Region Lənkəran und in Iran in den Provinzen Ardabil und Gilan. Kulturell stehen sie sowohl dem Volk von Dagestan als auch dem von Aserbaidschan nahe. Es gibt keine eindeutigen Bevölkerungsstatistiken über die Talyschen. Laut einer aserbaidschanischen Volkszählung leben 80.000 Talyschen in Aserbaidschan.
Nach Unrepresented Nations and Peoples Organization (UNPO) leben etwa 1.500.000–2.000.000 Talyschen weltweit, davon zirka 500.000–750.000 in Iran, und 500.000–800.000 in Aserbaidschan.

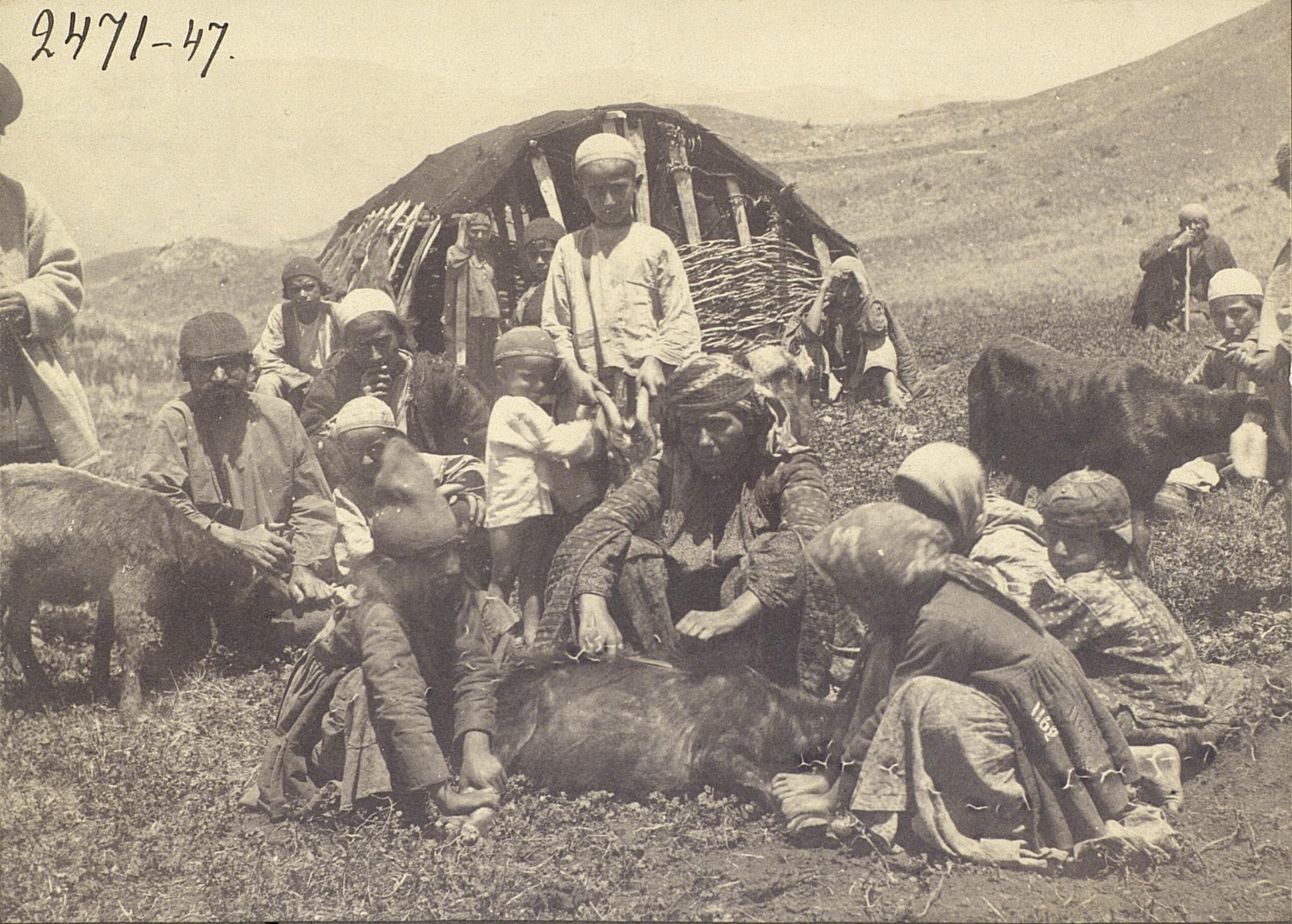
Talysch in Iran mit typischem Viehhirtenzelt, um 1932

## Sprache
Die Talyschen nennen sich selber Tolishon und sprechen die nordwestiranische Sprache Talisch. Die meisten Talyschen sind bi- oder trilingual und sprechen neben Talisch auch Aserbaidschanisch, Russisch oder Persisch.

## Geschichte
1993 wurde im Südosten Aserbaidschans die Autonome Talysch-Mugan-Republik, welche den ehemaligen Präsidenten Ayaz Mütallibov unterstützte, ausgerufen. Sie wurde jedoch bald wieder zerschlagen.

## Sonstiges
Die Talyschen sind in der Organisation Organisation der nicht-repräsentierten Nationen und Völker Mitglied.